# Walkenried
Walkenried is een gemeente in de Duitse deelstaat Nedersaksen. De huidige gemeente ontstond per 1 november 2016 toen de drie gemeenten die samen de Samtgemeinde Walkenried vormden werden opgeheven en samen de nieuwe eenheidsgemeente Walkenried gingen vormen. De eenheidsgemeente maakt deel uit van de Landkreis Göttingen dat per 1 november 2016 werd uitgebreid met het Landkreis Osterode am Harz.
Tot 2016 maakte de oude gemeente deel uit van de Samtgemeinde Walkenried in de Landkreis Osterode am Harz.
Walkenried telt 4.321 inwoners.

## Samenstelling
Naast het dorp Walkenried, waar het gemeentebestuur zetelt, omvat de gemeente de kernen Wiedigshof, Wieda en Zorge. Wieda en Zorga hebben als voormalige gemeenten nog een eigen Ortsrat.

## Historie

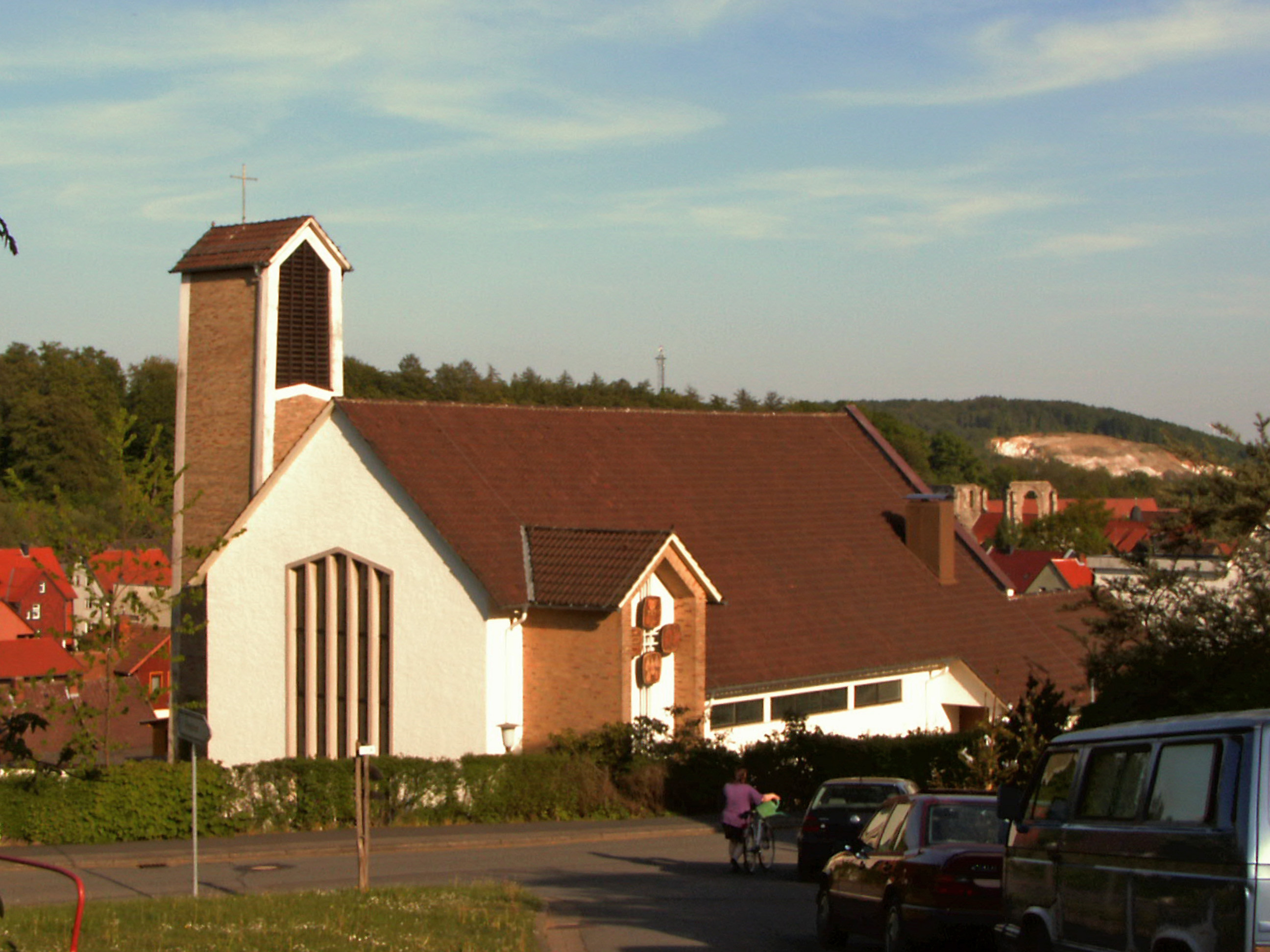
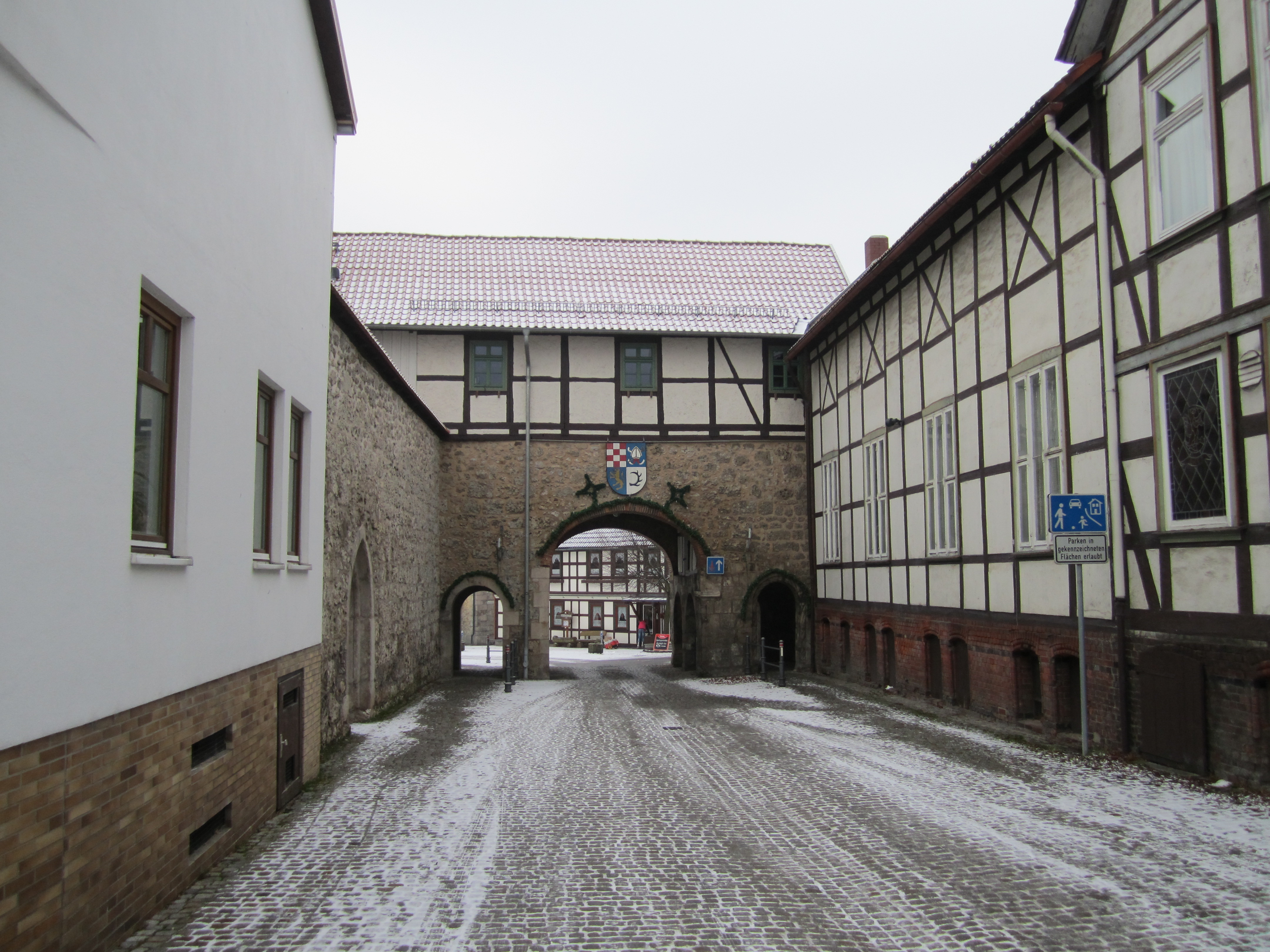
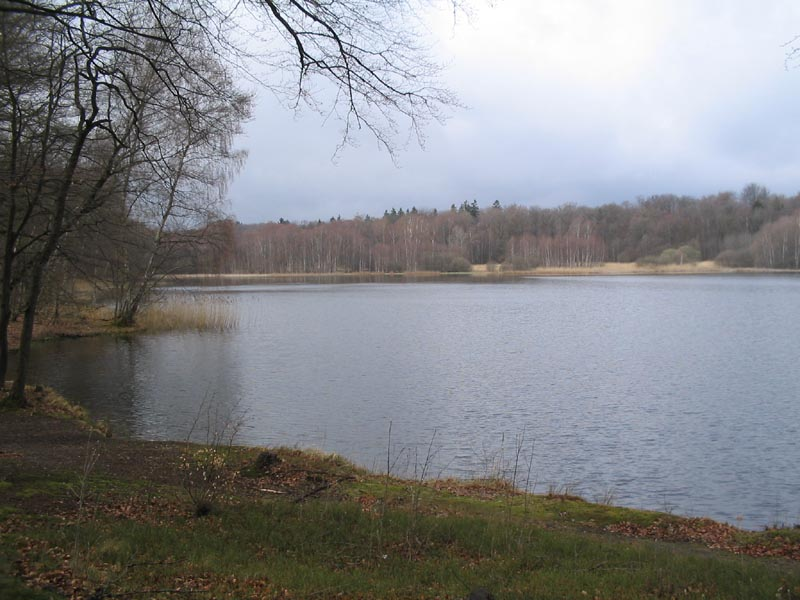
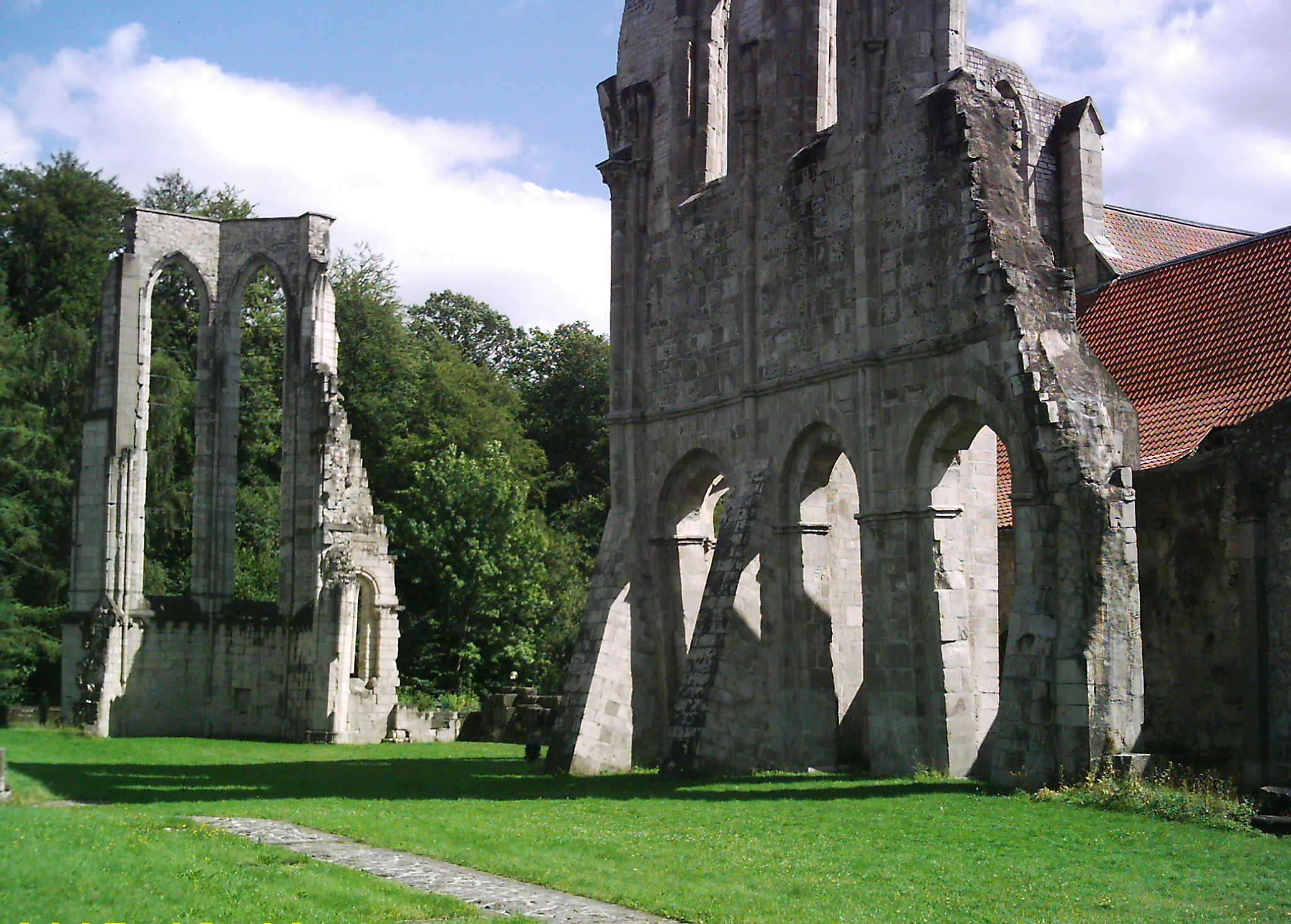
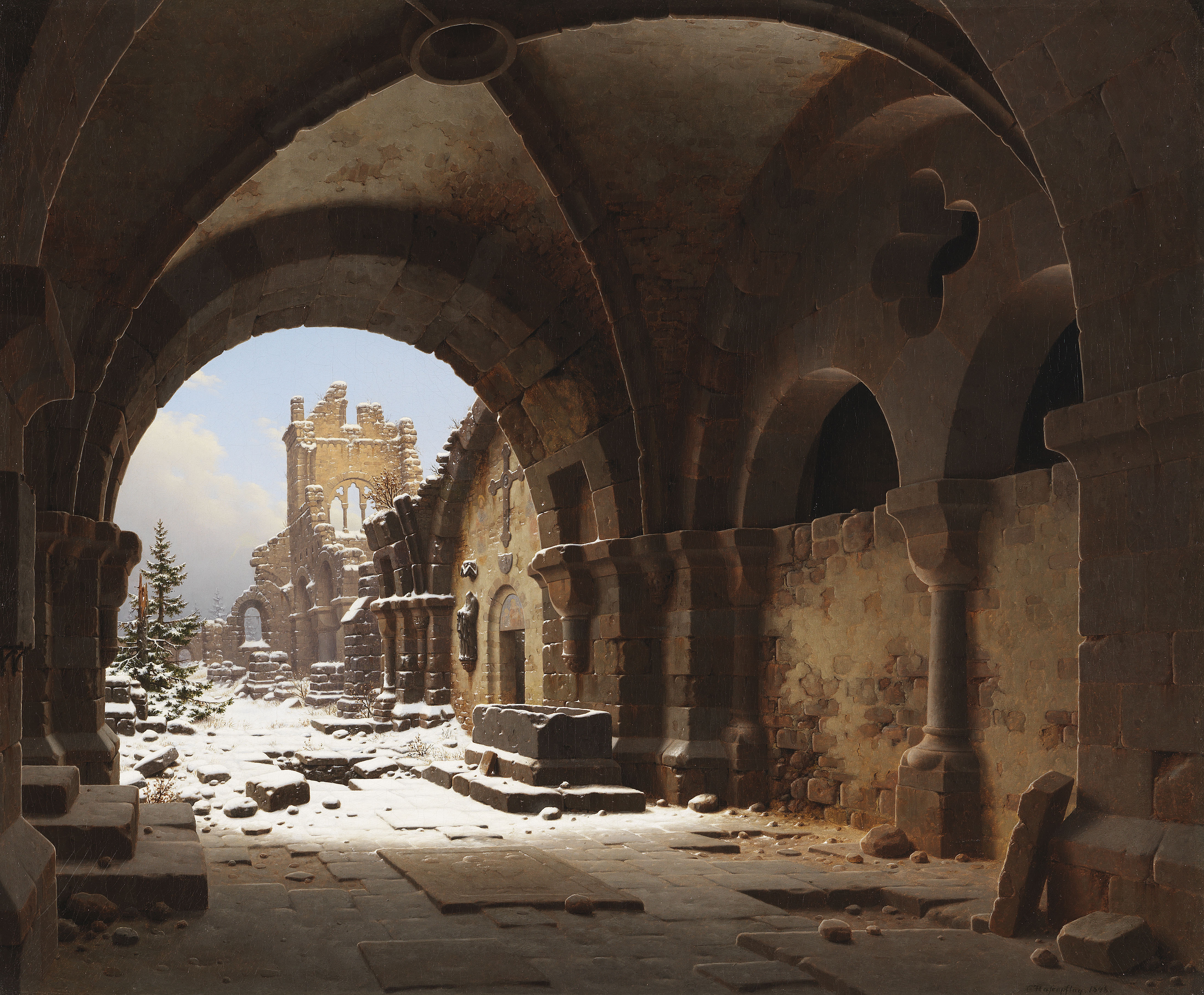
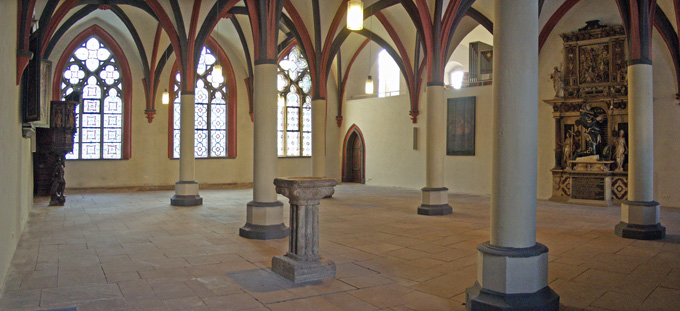

zie Sticht Walkenried
- Bibliothèque nationale de France: cb15574449k (data)
- Gemeinsame Normdatei: 4064445-5
- Library of Congress Control Number: nr89005015
- Nationale Bibliotheek van Tsjechië: ge1150026
- Nationale Bibliotheek van Israël: 987007538018705171
- Virtual International Authority File: 143505541

Adelebsen · 
Bad Grund · 
Bad Lauterberg im Harz · 
Bad Sachsa · 
Bilshausen · 
Bodensee · 
Bovenden · 
Bühren · 
Dransfeld · 
Duderstadt · 
Ebergötzen · 
Elbingerode · 
Friedland · 
Gieboldehausen · 
Gleichen · 
Göttingen · 
Hann. Münden · 
Harz (gemeentevrij gebied, Landkreis Göttingen) ·
Hattorf am Harz · 
Herzberg am Harz · 
Hörden am Harz · 
Jühnde · 
Krebeck · 
Landolfshausen · 
Niemetal · 
Obernfeld · 
Osterode am Harz · 
Rhumspringe · 
Rollshausen · 
Rosdorf · 
Rüdershausen · 
Scheden · 
Seeburg · 
Seulingen · 
Staufenberg · 
Waake · 
Walkenried · 
Wollbrandshausen · 
Wollershausen · 
Wulften am Harz